# Skye Sweetnam

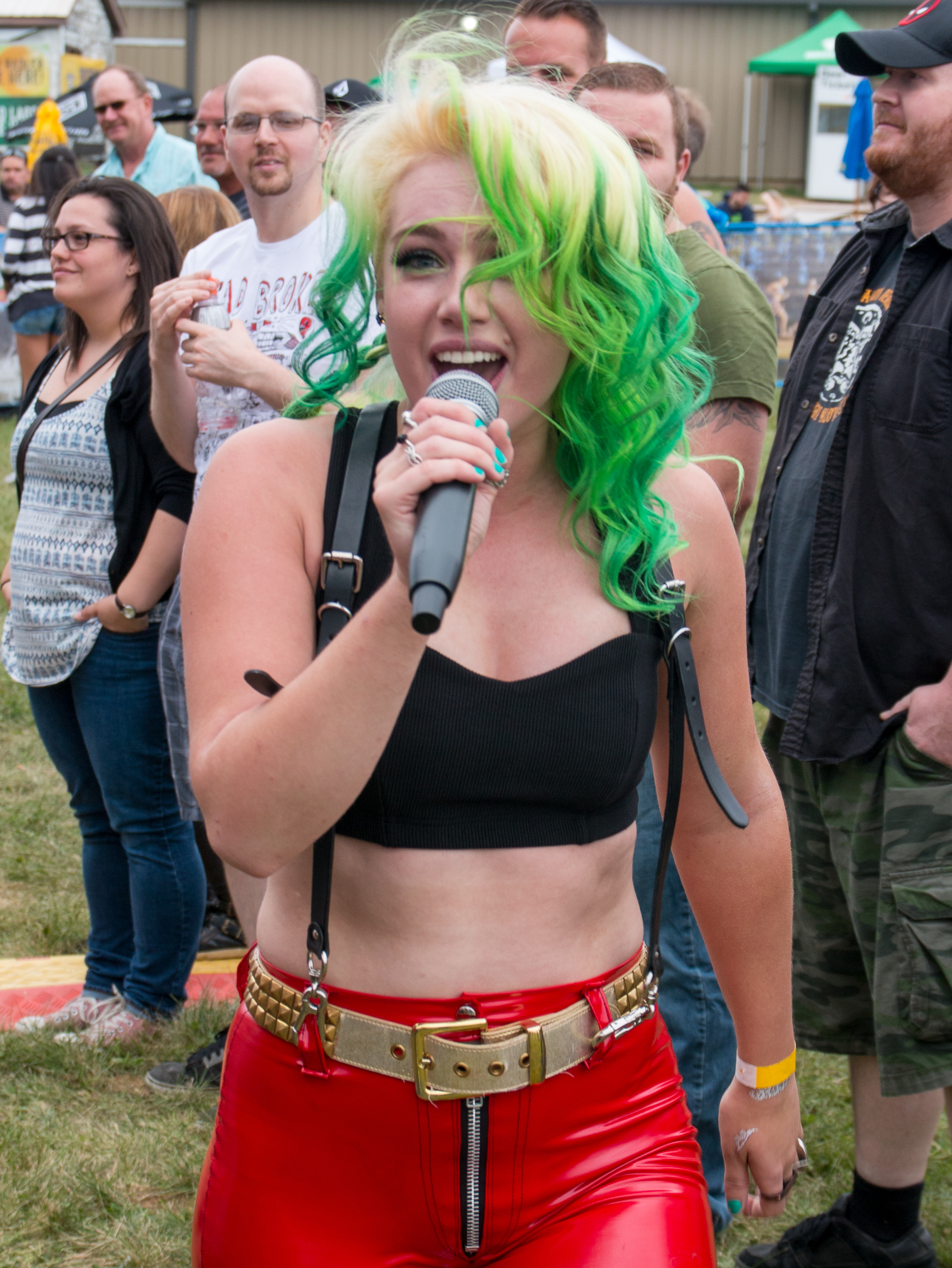
Sweetnam (2015)

Skye Alexandra Sweetnam, född 5 maj 1988, är en kanadensisk sångare, låtskrivare, skådespelerska och musikvideoregissör. 
Skye uppmärksammades under 2003 med släppet av hennes debutsingel Billy S. Över ett år senare kom hennes debutalbum, Noise from the Basement och släpptes även singlarna Tangled Up In Me och Number One. År 2006 var hon nominerad till en Juno Award för New Artist of the Year. Hennes andra album släpptes den 30 oktober 2007 med titeln Sound Soldier.